# Ildevert Méda
Ildevert Méda, surnommé le maestro, né le 27 mai 1966, est un acteur, comédien, dramaturge, écrivain et metteur scène burkinabè. Il est  considéré comme l’une des figures majeurs du théâtre et du cinéma au Burkina Faso. Il est surtout connu pour ses roles dans films et séries tels que:  Kadi Jolie, trois hommes un village, dossier brulant ou encore l’avocat des causes perdues.

## Biographie
Ildevert Meda nait le 27 mai 1966 à Ouagadougou. Après son certificat d’étude du premier degré CEPD, il passe et réussi le test d’entrée au prytanée militaire de Kadiogo (PMK), mais sa mère s’oppose à ce choix. Après son baccalauréat, il s’inscrit en faculté d’anglais à l’université Joseph Ky Zerbo où il obtient une maitrise d’Anglais.
Il suit ensuite des cours de théâtre à l’École de Théâtre de l'Union des Ensembles Dramatiques de Ouagadougou. Ildevert suit de nombreux stages de mise en scène en Europe sous la direction de Stéphane Braunschweig  au théâtre de Gennevilliers et Scène Nationale d'Orléans . Il travaille aussi avec d’autres metteurs en scène notamment Max Eyrolle au théâtre Expression7, Robert Angebaud, Lou Fortier à la  Francophonies de Limoges,,.

## Théâtre

### Metteur en scène
- 1998, mise en scène de Katizi de Katarina Taikon, Fusentast Teatret, Tronheim (Norvège)[5]
- 1998, mise en scène de L'amour d'une mère de Larlé Naaba, Ouagadougou
- 1997, mise en scène de Une demande en mariage de Anton Tchekhov, Ouagadougou
- Mise en scène de Téléniouzes du Journal du Jeudi, Ouagadougou
- Mise en scène de Fluekongen, Théâtre National d'Oslo (Norvège)
- Mise en scène de Si Timboani m'était conté, de Lassan Congo, Ouagadougou.
- 1996, mise en scène de Caprices de femmes de Jean-Marie N. Ottou, Ouagadougou
- 1995, mise en scène de Ismaël, prix de bière de Moussa Sanou, Ouagadougou
- 1993, mise en scène de La femme fidèle de Marivaux, Ouagadougou
- 1990, mise en scène et adaptation de récits populaires (théâtre pour enfants), Springfield, USA

## Hommages
Le 22 septembre 2017, la scène du théâtre Soleil à Ouagadougou est baptisée Scène Ildevert Méda en hommage au comédien.

## Prix et distinctions
- 2009 : prix du meilleur metteur en scène en Afrique francophone[7]